# Jan Nepomuk Maýr
Jan Nepomuk Maýr (psáno také Mayr, Mayer, Maier) (17. února 1818 Mělník – 26. října 1888 Praha) byl český operní pěvec, pedagog a skladatel, ředitel kůru v několika pražských chrámech, kapelník Stavovského divadla. Posléze působil jako ředitel Prozatímního divadla, kde se opět vrátil k dirigování operních představení, a Národního divadla.
Jeho osoba byla a je různými zdroji uváděna hlavně v kontextu postupného budování české operní scény, často pod synonymem zpátečníka, který neměl v rámci tohoto hudebního útvaru cit pro budování národních ideálů, což mu vyčítali hlavně zastánci Bedřicha Smetany. Tyto výroky měly podtext osobní nevraživosti a také politických neshod mladočechů a staročechů. Literatura podala o Maýrovi také objektivnější informace, které dokazují jeho nesporné zásluhy v počátcích budovaní české operní scény.
Jeho manželkou byla překladatelka Emílie Ujková-Maýrová, tvořící pod pseudonymy řadu překladů italských a německých oper.

## Profesní vývoj
Hudebně se začal rozvíjet nejprve ve své rodině. S podporou rodiny Lobkoviců následovalo vzdělávání v pražském křižovnickém konventu. Po absolutoriu dvouletého varhanického kurzu u Roberta Führera (1807–1871) a školení u Jana Nepomuka Vitáska (1770–1839) odešel vyučovat hudbu do šlechtických rodin ve Vídni. Zde se dál zdokonaloval ve zpěvu.

### Operní pěvec
Do povědomí širší veřejnosti se nejprve zapsal jako operní zpěvák – tenor (debutoval pravděpodobně v roce 1839 v Klagenfurtu), jak v Čechách, tak na různých štacích ve  střední Evropě. Podle místa narození jeho dětí působili manželé Maýrovi v roce 1837 v Kluži, roku 1839 ve Vídni a roku 1841 v Košicích. V roce 1842 byl Maýr osloven ředitelem Stavovského divadla J. A. Stögrem, aby se vrátil do Prahy a vystupoval v českých hrách v právě otvíraném Novém divadle a Růžové ulici. Maýr nabídku přijal, ovšem po ukončení činnosti Stögrova divadla odešel na dva roky k dvornímu divadlu v Darmstadtu (1844–1846). Následoval další návrat do Prahy, tentokrát na výzvu Františka Ladislava Riegra, aby nastoupil jako tenorista Stavovského divadla. Po sezóně 1848–49 pěveckou dráhu ukončil a stal se kapelníkem českých představení Stavovského divadla.
Kritikou nebyl hodnocen nijak záporně. Měl příjemný hlas, zprvu mu byla vyčítána nepřirozená herecká gesta, což se s nabývajícími zkušenostmi lepšilo. Jeho velkou výhodou byla znalost češtiny. Pěvecké ambice nakonec nebyly zřejmě plně uspokojeny, tuto kapitolu své kariéry uzavřel a začal se věnovat dirigování českých, po zrušení českého souboru r. 1851 německých představení.

### Ředitel kůru
Poté, co se začal angažovat jako dirigent, zasáhl svou činností do několika hudebních institucí tehdejší Prahy.
Když Stavovské divadlo v roce 1853 opustil, začal působil jako ředitel kůru v pražských chrámech (např. u Panny Marie Sněžné) a vybudoval si renomé výborného hudebníka. Je uváděn jako jeden z nejstarších reformátorů chrámové hudby. Nepatřil mezi přívržence Ceciliánské reformy. V této funkci se také skladatelsky realizoval v řadě církevních skladeb.

### Pedagog
V roce 1854 dostal Maýr povolení ke zřízení v té době třetího hudebního ústavu v Praze pro vyučování zpěvu. Do Maýrova pedagogického působení by se dala zahrnout i jeho činnost kapelnická. Sestavil a vedl ansámbl Prozatímního divadla, kde v začátcích působili česky mluvící činoherci. Někteří z nich se vypracovali na velmi dobré pěvce. Základem orchestru byla Komzákova kapela, která původně hrála po hospodách a na zábavních podnicích. Dobová kritika jej zajisté nešetřila, což je konečně stvrzeno nejen v Maýrově nekrologu, ale také v mnohých dobových kritikách na jím vedená představení. Negativní hodnocení se však týkalo spíše výběru repertoáru než práce se souborem. Dnes jsou Maýrovy nepopiratelné zásluhy při práci s ansámblem zcela uznány.

### Divadelní dirigent a ředitel
Jako dirigent Prozatímního divadla působil od r. 1861 do r. 1866, kdy na jeho místo přišel Bedřich Smetana. Maýr Smetanu vystřídal od r. 1874. Smetana musel místo opustit pro velké sluchové problémy. Maýr se zároveň stal ředitelem Prozatímního divadla. V r. 1880 se stal na doporučení F. L. Riegra ředitelem připravovaného Národního divadla. Roku 1883 z funkce odstoupil a vystřídal ho F. A. Šubert.
Tato oblast Maýrovy činnosti byla vždy nejvíce probírána. Na jedné straně mu byla přiznána zřejmá zručnost a divadelní zkušenosti s řízením divadelního tělesa. Na druhé straně byl velmi kritizován za výběr repertoáru, který nesplňoval nároky probouzejícího se národního obrození (hlavně skupiny mladočechů kolem Umělecké besedy, která podporovala Smetanu; za Maýrem stáli staročeši), ovšem bez přihlédnutí k možnostem provozu divadla, které bylo limitováno nevhodnými prostory pro provozování požadovaného repertoáru, opatřováním základního notového materiálu, nebo možnostmi česky mluvícího ansámblu, jehož členové byly rekrutováni z řad tehdejších činoherců, nehledě na nedostatek hráčů, kteří by vytvořili stálý orchestr. Pro počáteční vývoj českého divadla byl tedy nepostradatelným organizátorem.

### Skladatel
Z doby, kdy přestal působit jako operní zpěvák (r. 1848) a začal dirigovat ve Stavovském divadle, pochází několik scénických hudeb, které Maýr skládal mimo jiné ke hrám Josefa Kajetána Tyla. Na svém kontě by měl mít také dvě opery: Horymír (Horymírův skok) a Jaromír, vojvoda český, se kterou se neúspěšně zúčastnil soutěže hraběte Harracha o provedení původní české opery. Soutěž vyhrál Smetana s operou Braniboři v Čechách. Dále je mu připisováno několik chrámových skladeb.

### Rodina a úmrtí
Oženil se s Emílií Ujkovou (1818-1874) z Vysokého Mýta, která byla překladatelkou mnoha libret oper z italštiny a z němčiny. Měli pět synů: Johann (1837), Josef (1839), Jiří (1841), Karel (1843) a Jaroslav (1849). Z nich se hudební profesi regenschoriho věnoval Jiří a nejvyššího postavení dosáhl Karel jako ředitel cukrovaru v Opatovicích nad Labem.
Zemřel roku 1888 v Praze. Pohřben byl na Olšanských hřbitovech.